# Leci Brandão (álbum)
Leci Brandão é o álbum de estreia autointitulado da cantora e compositora brasileira Leci Brandão. Foi lançado em 1974 e contém quatro canções compostas pela cantora, uma delas em parceria com o compositor Darcy da Mangueira.

## Antecedentes
Em 1970, Leci Brandão era estudante do curso de Direito da Universidade Gama Filho, no Rio de Janeiro. Após ficar sabendo do I Festival de Música da universidade, decidiu se apresentar cantando a canção "Cadê Mariza", de sua autoria, que acabou conquistando o segundo lugar no concurso. Por causa do resultado, foi levada para a ala de compositores da escola de samba Estação Primeira de Mangueira pelo tesoureiro e amigo de sua família, Zé Branco. Passou por um estágio de dois anos, escrevendo sambas e frequentando assiduamente os ensaios da escola, sendo integrada oficialmente na Ala em 1972, quando apareceu pela primeira vez em um desfile da Mangueira na avenida. A partir de então, começou a cantar profissionalmente em bares e notadamente nas noites de segunda-feira no elenco fixo do Grupo Opinião, no Teatro Opinião, ao lado de sambistas renomados do Rio de Janeiro. Esse notado sucesso, fez Leci aparecer como "lançamento" no show "Unidos do Pujol" em 1974, recebendo uma contribuição financeira para dedicação exclusiva para a carreira e gravação de futuros discos.

## Faixas
Vinyl Lado A
| N.º            | Título             | Compositor(es) | Duração |  |
| 1.             | "Deixa Pra Lá"     | Leci Brandão   | 2:40    |  |
| 2.             | "Benedito de Lima" | Leci Brandão   | 2:04    |  |
| Duração total: | Duração total:     | Duração total: | 4:47    |  |

Vinyl Lado B
| N.º            | Título         | Compositor(es)                   | Duração |  |
| 1.             | "Quero Sim"    | Darcy da Mangueira, Leci Brandão | 3:50    |  |
| 2.             | "Preferência"  | Leci Brandão                     | 2:19    |  |
| Duração total: | Duração total: | Duração total:                   | 6:09    |  |